# Biełaje (rejon łohojski)
Biełaje (biał. Белае; ros. Белое, Biełoje) – wieś na Białorusi, w obwodzie mińskim, w rejonie łohojskim, w sielsowiecie Krajsk. W 2019 roku liczyła 170 mieszkańców.